# Erlebnisaktivierung
Die Erlebnisaktivierung ist eine Methode der Psychotherapie. Dabei werden Situationen geschaffen, die es dem Menschen ermöglichen, Lösungen oder Kompetenzen zu entwickeln bzw. neue Inhalte zu erlernen. Seine Fähigkeit, in Alltagssituationen zu bestehen, soll gestärkt werden.
Das Erlebnis ist ein Ereignis im Leben eines Menschen, das ihm lange im Gedächtnis bleibt, weil es sich vom Alltag des Erlebenden stark unterscheidet, während ein Ereignis viele Menschen betrifft.

## Erlebnisaktivierendes Arbeiten und seine Funktionsweise
Nach dem Einsatzzweck wird die Erlebnisaktivierung in verschiedene Ordnungen eingeteilt: 
- Menschen in Aktivität bringen (Erlebnisaktivierung 1. Ordnung)
- kooperative Abenteuerspiele – Thema ist die Zusammenarbeit (Erlebnisaktivierung 2. Ordnung)
- Anliegenbearbeitung – Thema liegt beim Protagonisten (Erlebnisaktivierung 3. Ordnung).

Erlebnisaktivierende Arbeit in Coaching oder Training unterstützt das Gehirn im Lernprozess und erhöht die Wahrscheinlichkeit, dass das Gelernte im Alltag umgesetzt wird.
Im menschlichen Gehirn sind mehrere Areale am eigentlichen Lernprozess beteiligt. Die Faktenaufnahme und Verarbeitung spielen sich in Cortex, Neocortex und Hippocampus ab.
Der Hauptteil des Lernprozesses erfolgt im Schlaf. Während dieser Phase verarbeitet der Mandelkern (Amygdala) als emotionales Gedächtnis die gefühlsmäßige Bedeutung einer Situation. Erst hierbei entstehen neue biochemische Verbindungen im Gehirn. Der Lernerfolg wird dadurch stark beeinflusst, wie die Lernsituation gestaltet wird. Wenn eine scheinbar gewöhnliche Information mit einem besonderen Erlebnis verbunden ist, dann bemüht sich das Gehirn automatisch darum, den Gedanken sorgfältig zu archivieren.
Die Sprachverarbeitung des Gehirns verläuft deswegen am schlechtesten bei abstrakten Wörtern (z. B. „Kontraktion“), die Erinnerung daran ist daher schwierig, besser gelingt dem Gehirn dies bei Bildwörtern (z. B. „Tisch“). Das Gehirn arbeitet noch schneller und wirksamer bei Aktions- und Handlungswörtern (z. B. „Hammer“, „gehen“), am wirkungsvollsten jedoch bei bildhaften Wörtern mit emotionalen Inhalten (z. B. „Kuss“). Erlebnisorientiertes und bildhaftes Lernen ist daher langfristig besonders effektiv und erfolgreich.